# 共生マーケティング
共生マーケティング（きょうせいマーケティング、英: Commensal Marketing, Symbiotic Marketing）あるいはコ・マーケティングとは、企業と消費者、企業と企業、国と国、人間と自然が共に生きることを大前提とし、利益よりも互いの信頼を最優先する自由市場経済における信頼のマーケティングをいう。広告学者清水公一が1972年度早稲田大学の修士論文に書いたマーケティングミックスの４Cと1979年の７Cs Compass Modelの上位カテゴリーとして1979年に「Co-marketing」が生まれ、1982年に日本語で「共生マーケティング」とされた。
その後出て来た共創マーケティング（Co-creation marketing ）や共同マーケティング（Collaborative marketing）は共生マーケティング（Co-marketing）の一部であって全体ではない。誤解されているので確認しておくが共生マーケティング（Co-marketing）は共創や共同よりも広い意味で、共に創るだけではなく相手を信頼し認め合うという倫理観や理念を伴うものなのである。消費者の信頼を第一とする食品業界等では関心を持ちはじめ、導入を検討しているところも出ている。企業はかつて公害問題を解決できたのであるから、子育て問題も介護問題も、地球環境問題も企業経営の中で解決しようという大きな意味を含んでいる。

## マーケティング1.0(売りのしくみ)の4Pを考える
1960年代の経済の高度経済成長を支えてきたマーケティングは4P〔（Product（製品）, Price（価格）, Promotion(販売促進）, Place（場所）〕のマーケティングミックス要因を中心に遂行すると利益が得られるというものであった。
- Productは前に導くというラテン語の原義のとおり、オートメーション工場のベルトコンベアから吐き出される量産品でヒューマンタッチではないイメージがあり、造って売り込むというプロダクトアウトのニュアンスがある。自動車部品の欠陥が増えたり食品偽装が存在したりするのは利益を第一に考えるからである。プロダクトだからコモディティ化の心配をしなければならない。
- Priceでは製品価格の概念のみであり、地球環境を踏まえたトータルコストのような概念が含まれていない。
- Promotionは販売促進ということであるから、造って売り込むというプロダクト・アウトそのものであり、人々の繋がり、エンゲージメントといったソーシャルな面が足りない。
- Placeでは場所を示すだけで、ソーシャルメディア時代の商品のダイナミックな流れを感じることがない。

消費者重視の、よりきめ細かい活動を必要とする低成長時代にあっては4Pではなく4Cで見ていったほうが適切というのが共生マーケティングである。

## 概要: マーケティング 3.0 (共生マーケティング・ミックス)の4Cの意義
共生マーケティングのミックス要因の4C（商品、コスト、コミュニケーション、チャネル）は、1972年度（清水公一）早稲田大学商学研究科の修士論文に最初に現れた。「マーケティングの4C」とは次のようなもの。
- Commodity（共創商品やサービス）はラテン語で「共に便利な」、「共に快適な」という意味で、「共創商品やサービス」である。消費者から出発する「アウトサイド・イン」もしくは「マーケテット・イン」の考え方や統合マーケティングコミュニケーション(IMC)の考え方を取り入れ、企業と消費者が共に創るものである。造ったから売ってしまえというプロダクト・アウトの考え方では、産地を偽ったり、賞味期限を延長したりするといった商品偽装など無くなるはずもなく、こんなことは以ての外であり、消費者との相互作用によって信頼できる商品やサービスを開発しようという哲学がコモディティに反映していかなければならない。2010年頃言われていたコモディティ化(特色を無くした商品: Commoditization)によって「コモディティ」は日用品だけでなく商品一般へとその意味を拡大した。尚、最近出て来た共創（w:Co-creation）やコラボレーションは共生マーケティング一部として含まれる。
- Costは、Constare（共に立ち上がって犠牲を払う)という原義から費用となったもので、プライスだけでなく生産コスト、販売コスト、買い物コスト、社会的コスト、地球環境コストと広く捉えることができる。ノースカロライナ大学のロータボーンも同様のことを言っている。[8]地球環境コスト（原発等の安全対策コストも含まれる）だけでなく、子育てコスト、介護コストも企業が加味して行けば、例えばある化粧品会社のように社内に託児施設をつくることで待機児童の問題にも貢献でき、介護をしている従業員への支援システムをつくることを社会的コストとして加味したり、優良企業と福祉ビジネスとの社会的コストに関する共生によって介護関係の雇用の問題も解決の糸口が見えてくる。
- Communication（原義：意味を共有する）のほうがプロモーションよりも双方向型の共生の考え方に相応しい。前述したロータボーンの見解も同様である。節約を呼びかける電力会社の広告や社会に呼びかけるACジャパンの公共広告は「プロモーション」ではなく「コミュニケーション」であろう。1990年代に良いといって騒がれた統合マーケティングコミュニケーション(IMC)戦略は4P理論ではマーケティングの中に位置づけられない。これからの経営は価値共創(w:Co-creation)型で、消費者の心を掴み(w:consumer insight)、広告等で提案をし、絆(engagement)を創っていかなければならない。つまり、プロポジション(w:Proposition)として、コミュニケーション・ツールをコーディネートし、オーディエンスに順次コンタクトしていくというクロスメディアを考慮することがコミュニケーションであればできる。勿論、市場の調査・分析・報告を行うw:Marketing Information System(w:MIS)もコミュニケーションに含まれる。「プロモーション」のカテゴリーではこれらの課題を包含することはできない。コミュニケーション・ツールには広告、販売促進、PR、パブリシティ、CI、インターナル・コミュニケーション、クチコミ、w:MISなどがある。
- Channel（流通経路）の原義はキャナル（運河）であり、AとBを「繋ぐ」ものである。このほうがプレイスよりも商品のダイナミックな流れをそのまま表すことができる。納入業者、製造業者、流通業者、消費者が共生できるビジネスモデルを創成する。生産者・製造者・流通業者が共生している食品会社や製造と流通が共生しているアパレル産業などがある。チャネルとしてインターネット販売も考えられ、リアルとネットの融合の問題も包含できる。

共生マーケティングはこれら4Cを遂行することで、人に優しく、地球に優しくでき、生活者の信頼を得て、はじめて商品が売れ、利益が後からついてくるという考え方に基づくマーケティングである。自由競争社会にあって、信頼を損なわないマーケティング、それが共生マーケティングである。この共生マーケティングのフレームワークの一つに7Cs COMPASS MODELがある。

## 共生マーケティングにおける7Cs COMPASS MODEL
7Cs compass modelは共生マーケティングを行うための枠組みで、7つのCと、消費者への考慮要件及び外部環境のチェックリストとしてコンパスの4方位(NWSE)で示すというもの。同心円のモデルの中心にあるのが第1C：Corporation（企業、団体 原義：共同作業）、2番目の円が4等分され第2C〜第5C（上記の4C）が配置されている。その外側に第6C：w:Consumer（消費者、生活者）、さらにその外側に第7C:w:Circumstances（外部環境）がある。そして、消費者と外部環境にはコンパスの針で4方位(NWSE)で始まるキイワードが示されている。
- 第1C：Corporation（企業、非営利組織 原義：共同作業）あるいはCompany（原義：共にパンを食べる仲間）は共生マーケティングの当事者なので、同心円の中心にある。MIS(Marketing Information System)による情報管理によってトップは正しい意思決定を行い、Internal Communication（企業内コミュニケーション）を有効にし、CI(Corporate Identity)のコンセプトを忘れず、信頼を損なうことなく利益を追求する。2012年に（C-O-S）を加えた。これは、マーケティングやマネジメントを遂行する組織、競合会社、利害関係者つまり投資家や愛顧顧客も十分考慮しなければならないということである。
- 第2C〜第5C：上記の4C
- 第6C：Consumer（消費者、生活者）へのコンパスの針が示す4方位(NWSE)は、
  - N＝Needs（無くてはならない必要なもの、例えば水、衣類、靴）
  - S＝Security（安全でなければならない、例えば原発、車、食品等の安全）
  - E＝Education（消費者教育、企業と消費者との間にある商品に関する知識の差を縮小すべく消費者に情報提供をしなければならない。消費者に不安を抱かせたり風評をなくすために重要）
  - W＝Wants（欲しいもの、例えば、スポーツ飲料、スニーカー）
- 第7C:Circumstances（外部環境）に関するコンパスの4方位(NWSE)は：
  - N＝National and International（国の政治的・法律的・倫理的環境および国際環境：国際関係）
  - S＝Social and Cultural（ソーシャルメディア時代の社会、福祉および文化的環境は当然踏まえなければならない）
  - E＝Economic（経済環境は経営に一番影響するので当然踏まえるべき。アベノミクスなど。）
  - W＝Weather（気象、自然環境：大災害で状況が変わってしまう。自然を取り込む経営が必要。コンビニエンスストアやテーマパークの一部で実施している）

図を視る
EXHIBIT: Shimizu's 7Cs Compass Model (Courtesy: © Koichi Shimizu, Japan)

7Cs COMPASS MODELは、"con,com,co（共に）"で始まるキーワードで組み立てられており、共生マーケティングのフレームワークに相応しい。したがって、7つのCとコンパスの4方位を考慮すると、「信頼」が得られるというもので、このモデルは、社会主義ではなく自由競争社会にあって、企業の社会的責任(CSR)や顧客満足(CS)、社会貢献を重視する「共生マーケティング」のチェックリストして今日利用されつつある。
つまり、共生マーケティングは、これらの外部環境を十分踏まえて、なおかつ消費者への考慮要件を満たし、マーケティングミックス(w:Marketing mix)の4Cを誠実に遂行し、信頼を勝ち取るマーケティングである。これらの要素を一つでも怠ると信頼度は急降下するので、このモデルのすべての要素を高いところに保つという持続可能性が重要である。

## コ・マーケティングの世界での使われ方
世界ではコ・マーケティングというと、一般に複数の企業がパートナーシップを組んで行うマーケティングであるといわれている。こうすることによってお互いのリソースを活用することができ、マーケティングにレバレッジを効かせることができる。コラボレイティブ・マーケティング(Collaborative marketing)ともいう。しかし、この意味は共生マーケティングの一部である。

## 価値共創マーケティング
価値共創マーケティング(Co-creative marketing)も、企業と消費者が共に創っていくもので、共生マーケティングの一部として含まれる。